# میلا سیواتسکایا
میلا آلکسیونا سیواتسکایا (اوکراینی: Міла Олексіївна Сивацька ; زاده ۳ دسامبر ۱۹۹۸، کیف، اوکراین) یک هنرپیشه سینمای اوکراینی می‌باشد، که برای نقش آفرینی در نقش واسیلیسا در سه‌گانه فانتزی روسی آخرین شوالیه معروف می‌شود.

## زندگی‌نامه
وی در کودکی به رقصیدن رو نمود. در سال ۲۰۱۱ او در انتخاب ملی اوکراین برای مسابقه آواز یوروویژن نوجوانان به نام قسمتی از گروه دختر هاشرکت نمود، در سال ۲۰۱۲ در مسابقه اوکراین صدای شرکت کرد. بچه‌ها او به نام یک مدل عکس کار می‌نمود، برای جلد مجله هاو کاتالوگ‌های کودک‌ها نقش آفرینی کرد. او مجری در یوآ:اول بود. از ۱۰ سالگی در فیلم بازی می‌کند.
وی در ۱۹ سالگی یکی از نقش‌های اصلی داستان کمدی روسی آخرین شوالیه (۲۰۱۷) را نقش آفرینی کرد که بعداز یک ماه اکران به پرسودترین فیلم تاریخ سینمای روسیه تحول یافت.
درتاریخ آوریل ۲۰۲۲، به دلیل نظرهااز حجوم روسیه به اوکراین، میلا سیواتسکایا از ورود به خاک فدراسیون روسیه جلوگیری شد.

## فیلم‌شناسی برگزیده
- ۲۰۱۳/۲۰۱۴ — بازگشت مختار به عنوان آنجلا (فصل ۸)؛ داشا (فصل ۹)
- ۲۰۱۴ - سینویر در نقش ایوانکا
- ۲۰۱۷ - آخرین شوالیه در نقش واسیلیسا حکیم
- ۲۰۲۰ - آخرین جنگجو: ریشه شیطان در نقش واسیلیسا حکیم
- ۲۰۲۰ - قزاق‌ها. داستان کاملاً نادرست در نقش ماریانا
- ۲۰۲۱ - آخرین جنگجو: پیام رسان تاریکی در نقش واسیلیسا حکیم